# Kachakorn Warasiha
Kachakorn Warasiha, född 27 juni 1994, är en thailändsk judoutövare.
Warasiha tävlade för Thailand vid olympiska sommarspelen 2020 i Tokyo. Hon blev utslagen i den första omgången i halv lättvikt mot Soumiya Iraoui.